# Izaskun Arretxe i Irigoien
Izaskun Arretxe i Irigoien (Barcelona, 18 de juny de 1969) és una filòloga catalana. Antiga directora de l'àrea de literatura i pensament de l'Institut Ramon Llull, és l'actual directora de la Institució de les Lletres Catalanes d'ençà del setembre de 2021. Anteriorment havia treballat com a directora editorial d'Ara Llibres entre 2008 i 2016.

## Biografia
Izaskun Arretxe va estudiar Filologia Catalana, especialització en literatura, a la Universitat de Barcelona, i té un Master of Arts de La Trobe University (Melbourne, Austràlia), per la tesi La teoria de l’amor a l'obra poètica d'Ausiàs March, dirigida pel Dr. Robert Archer. Va treballar com a Research Assistant del Dr. Robert Archer entre els anys 1993 i 1995 a La Trobe University (Melbourne, Austràlia), en el projecte d’elaboració de l’aparat crític de les obres completes d’Ausiàs March, finançat per l’Australian Research Council, i que va donar com a resultat la publicació de l’Obra completa d’Ausiàs March (Robert Archer, 2 volums, Barcanova, 1997). També va ser lectora de català a La Trobe University (Melbourne, Austràlia) entre els anys 1993 al 1995 i lectora de castellà i català a la mateixa universitat l’any 1996.
Arretxe va ser cap de redacció i producció de l'editorial Quaderns Crema l’any 1997 i va treballar al departament de redacció i producció de l'Editorial Anagrama entre els anys 1998 i 2003. També ha estat directora general de l'empresa de serveis editorials Critèria (del grup Cultura03, actualment SOM) entre el 2004 i el 2007, des d’on va obrir, entre d'altres projectes, l’oficina de Critèria a Guanghzou (Xina). Entre els anys 2008 i 2016 va ser la directora editorial d'Ara Llibres (del grup Cultura03, actualment SOM), des d’on va portar, entre d'altres, els segells editorials Amsterdam i Ara Llibres. Va ser membre del Consell Rector de SOM (abans Cultura03) del 2004 al 2013 i del Consell Rector d’Ara Llibres del 2008 al 2016. A més, entre els anys 2012 i 2014 va ser membre de la Junta Directiva de l'Associació d’Editors en Llengua Catalana, i en va ser vicepresidenta del 2014 al 2016.
Des de l’any 2016, Arretxe ha sigut la directora de l’àrea de Literatura de l'Institut Ramon Llull, i ha tingut al càrrec la internacionalització de la literatura catalana, raó per la qual també ha gestionat grans projectes com ara la participació de la literatura catalana com a convidada d’honor a la Fira internacional del Llibre de Bolonya, l’any 2017, o la presència de Barcelona com a ciutat convidada a la Feria del Libro de Buenos Aires (Argentina), l’any 2019. El 2021 fou nomenada directora de la Institució de les Lletres Catalanes.